# Luuk Hoiting
Luuk Lukas Paulus Maria Hoiting (Geleen, 7 mei 1993) is een Nederlands voormalige handbaldoelman. Hij speelde tussen 2009 en 2021 bij Limburg Lions, waarmee hij verschillende prijzen wist te pakken.

## Levensloop
Hoiting begon op 6-jarige leeftijd met handballen bij V&L in Geleen, waar hij ook doorgroeide naar het eerste team van de Geleense eredivisionist. In 2009 sloot hij zich aan bij de Limburg Lions, waar hij vrij snel onder de lat van het eerste team kwam. Sinds 2016 is Hoiting naast speler ook businessclub manager van de club.
Op 21 mei 2021 maakte Limburg Lions bekend dat Hoiting na elf jaar ging stoppen en een punt achter zijn handballoopbaan zette. In een interview van met 1Limburg gaf Hoiting aan als keeperstrainer voor jeugdige handbalkeepers in de regio van Sittard-Geleen.
Op 18 december 2021 keerde Hoiting tijdelijk terug onder de lat bij Limburg Lions tijdens een wedstrijd tegen HC Visé BM.